# Przedrzeźniacz krzywodzioby
Przedrzeźniacz krzywodzioby (Toxostoma curvirostre) – gatunek średniej wielkości ptaka z rodziny przedrzeźniaczy (Mimidae), zamieszkujący południowe USA i Meksyk. Nie jest zagrożony wyginięciem.

## Systematyka
Wyróżniono kilka podgatunków T. curvirostre:
- przedrzeźniacz pustynny (Toxostoma curvirostre palmeri) – południowo-zachodnie USA do środkowej Sonory (północno-zachodni Meksyk).
- Toxostoma curvirostre maculatum – południowa Sonora, południowo-zachodnia Chihuahua i północna Sinaloa (północno-zachodni Meksyk).
- Toxostoma curvirostre insularum – wyspy w pobliżu wybrzeży środkowej Sonory (północno-zachodni Meksyk).
- Toxostoma curvirostre occidentale	– zachodnio-środkowy Meksyk.
- Toxostoma curvirostre celsum – południowo-środkowe USA i północno-środkowy Meksyk.
- Toxostoma curvirostre oberholseri	– południowy Teksas (południowe USA) i północno-wschodni Meksyk.
- przedrzeźniacz krzywodzioby (Toxostoma curvirostre curvirostre) – środkowy i południowo-środkowy Meksyk.

## Morfologia
Długość ciała 24–29 cm. Wierzch ciała jasny, szarobrązowy; spód szaropłowy, z ciemnymi plamami układającymi się w podłużne rzędy. Wyraźne białe rogi długiego ogona oraz białe przepaski na skrzydłach można nie zaobserwować u niektórych osobników, szczególnie tych z południowej i zachodniej Arizony. Dziób ma długi, zakrzywiony, tęczówki jaskrawo pomarańczowoczerwone.

## Zasięg, środowisko
Pospolity w zakrzaczeniach i zaroślach kaktusowych suchych regionów południowo-zachodniej i południowo-środkowej Ameryki Północnej. Zimuje w południowej części zasięgu występowania.

## Zachowanie
Biega i skacze po ziemi, grzebiąc w niej dziobem. Lata nisko i szybko.
Gniazdo zwykle w krzewie lub na niewysokim drzewie, najczęściej na wysokości 0,9–1,5 m, choć odnotowano też gniazda w szczelinach dużego platana czy saguaro. W zniesieniu 3–5 jaj, ich inkubacja trwa 12–15 dni. Młode są w pełni opierzone po 11–16 dniach od wyklucia.

## Status
IUCN uznaje przedrzeźniacza krzywodziobego za gatunek najmniejszej troski (LC, Least Concern) nieprzerwanie od 1988 (stan w 2020). Organizacja Partners in Flight szacuje liczebność populacji na 3,4 miliona dorosłych osobników. Trend liczebności populacji uznawany jest za spadkowy.